# سماح (ممثلة)
سماح (6 ديسمبر 1976 -)، ممثلة سورية تعيش في الكويت، وتحسب على الفن في دول الخليج.

## حياتها
تخرجت من المعهد العالي للفنون المسرحية في الكويت قسم تمثيل وإخراج عام 1998. وشاركت في عدد من الأعمال في التلفزيون والمسرح، واستطاعت أن تصل إلى أدوار البطولة إلى أن ارتدت الحجاب وبعد ذلك توقفت قليلاً، إلا أنّها واصلت مشوارها الفني بعد ذلك في الأعمال الإذاعية وأعمال الدبلجة، إلى أن عادت للمسرح عام 2014 من خلال مسرحية "أمينة".

## أعمالها

### في التلفزيون
- 2019 موضي قطعة من ذهب
- 2002	بيوت من ثلج
- 2002	أنا حر
- 2002	عشوق
- 2002	عائلة أبيض وأسود
- 2001	لا يا عمر الزهور
- 2001	قلوب مهشمة
- 2001	مجنون عاقل جدا
- 2000	خطوات على الجليد
- 2000	أسرار خلف الجدران
- 1999	كنز المخاطر
- 1999	الدردور
- 1999	وين ما أطقها عويه
- 1997	الطير والعاصفة
- 1997	بيت تسكنه سمره
- 1997	الصحيح ما يطيح
- 1996	دلق سهيل
- 1996 ارشيف المحطة برنامج
- 1995	مسابقات رمضان - الصواية أم عوينة
- 1995	حكايات من التراث الشعبي
- 1995	صالح تحت التدريب
- 1994	العقاب
- 1993	طش ورش
- 1993	قاصد خير
- 1992	طيف السلام
- 1992	حضيضان إكسبرس

• 2022 عائلة عبدالحميد حافظ
• 2023 حياة لا تشبهني

### في المسرح
| سنة الإنتاج | المسرحية                 |
| ----------- | ------------------------ |
| 1991        | أبطال السلاحف            |
| 1992        | ليلى والعملاق            |
| 1992        | الوحش بوراسين            |
| 1993        | هايدي                    |
| 1994        | ولعها شعللها             |
| 1994        | الواد ده كويتي           |
| 1995        | صباح الخير يا كويت       |
| 1995        | النمر المقنع             |
| 1996        | استجواب                  |
| 1997        | لعيونك                   |
| 1997        | الديناصور                |
| 1998        | رحلة abcd                |
| 1999        | الليلة الثانية بعد الألف |
| 2002        | السندباد                 |
| 2002        | في قلب القنديل           |
| 2002        | زكريا حبيبي              |
| 2014        | أمينة                    |
| 2015        | صدى الصمت                |
| 2015        | أبطال السلاحف 2          |
| 2016        | حرب الآليين              |
| 2016        | امرأة استثنائية          |
| 2016        | جزيرة الديناصور          |
| 2016        | لايف شو                  |
| 2017        | الملكة                   |
| 2017        | في حضرة جولييت           |
| 2017        | رحمة                     |
| 2017        | صالحة                    |
| 2017        | ماما نانا                |
| 2017        | الساعة 12                |
| 2018        | ميلاد غريب               |
| 2018        | أحلام الشوارع            |
| 2018        | مملكة الأسود             |
| 2018        | شروق الشمس               |
| 2018        | موجب                     |
| 2019        | الصبخة                   |

### في الإذاعة والدبلجة
| سنة الإنتاج | العمل                     | نوعه        |
| ----------- | ------------------------- | ----------- |
| 2007        | إذا طاح الجمل             | مسلسل إذاعي |
| 2008        | المسامح كريم              | مسلسل إذاعي |
| 2008        | أم سعف جتكم (أكثر من جزء) | تمثيل صوتي  |
| 2009        | راعي الدوانية             | مسلسل إذاعي |
| 2009        | الآنسة رقية               | مسلسل إذاعي |
| 2010        | وعد الحر                  | مسلسل إذاعي |
| 2010        | أتيليه السعادة            | مسلسل إذاعي |
| 2012        | صدفة تلاقينا              | مسلسل إذاعي |
| 2014        | سواها البخت               | مسلسل إذاعي |

2017 ذكريات شعبية كارتون

## الجوائز
- 1999:  الكويت: جائزة أفضل ممثلة دور أول من «مهرجان الكويت المسرحي الثالث» عن دورها في مسرحية الليلة الثانية بعد الألف.[6]
- 2002:  الكويت: جائزة أفضل ممثلة دور أول من «مهرجان الكويت المسرحي السادس» عن دورها في مسرحية في قلب القنديل.[7]

## روابط خارجية
- سماح على موقع قاعدة بيانات الأفلام العربية